# بني ثعبان (بودينار)
بني ثعبان هي إحدى مشيخات المملكة المغربية، تتبع جغرافيا لإقليم الدريوش وإداريًا لبودينار. يقدر عدد سكانها بـ 10198 نسمة حسب الإحصاء الرسمي للسكان والسكنى لسنة 2004.